# Олена Мордовіна
Олена Мордовіна — український прозаїк, автор художніх творів, лауреат кількох літературних премій, перекладач, літературний редактор. Редактор видавництва «Каяла», заступник головного редактора журналу «Хрещатик» та альманаху «Новий Гільгамеш».

## Біографія
Олена Мордовіна народилася 8 квітня 1976 року в Хабаровську, в родині військовослужбовців.
Родина декілька разів переїжджала, тому вчитися доводилося в різних школах — у Хабаровську, Пензі та Харкові.
З 1993 року живе в Києві. З 1994 до 1999 рр. навчалася на біологічному факультеті Міжнародного Соломонова університету. Магістерську роботу захищала в галузі вивчення біорізноманіття, за темою теоретичних засад побудови діагностичних ключів в біології і практичних підходів до ідентифікації видів хижих ссавців.
За фахом працювала у Всеукраїнській екологічній лізі та Орхуському центрі при Мінприроди України (2001—2004), Консорціумі «Міжнародний науково-інформаційний центр діагностики та реабілітації біологічних та екологічних систем від наслідків техногенних впливів» МНС та НАН Україні, Інституті біохімії ім. Палладіна НАН України (2014—2016, в редакції наукового журналу «Український біохімічний журнал», переважно як англомовний редактор).
Літературною діяльністю активно займається з 2001 року.
Редактор видавництва «Каяла» (відкрито наприкінці 2015 р.), заступник головного редактора журналу «Хрещатик», редактор альманаху «Новий Гільгамеш».

## Творчість

### Публікації
Оповідання видавалися в літературних журналах «Хрещатик», «Голоси Сибіру», «Віденський літератор», збірках «Дивацтва пересувань» (рос. «Странности передвижений»; СПб.: Алетейя, 2007), «Антологія дивацького оповідання» (рос. «Антология странного рассказа»; Харків: Фоліо, 2013).
Перша праця автора — збірка ранніх оповідань письменниці «Воскові ляльки» — вийшла 2010 року у видавництві «Алетейя» (Санкт-Петербург).
Перший роман — «Баланс білого» — надрукований 2016 року у видавництві «Каяла» (Київ). Перша дитяча книжка «Привид з Лук'янівки» вийшла у світ 2017 року.
У творах Олени Мордовіної завжди присутня ледь помітна, проте явна її особистісна складова. Наприклад, у «Балансі білого» згадуються лекції з зоології (а для посвячених у лекторі вгадується її науковий керівник), у «Воскових ляльках» студент-медик бере участь у дослідах над жабою, події у «Привиді з Лук'янівки» розвиваються в давньому районі міста Києва, де мешкає автор, — Лук'янівці.
Огляд художніх творів — нижче.

### Переклади
Перекладає літературні твори російською та англійською.
У 2011 році в її перекладі російською вийшла збірка новел Сергія Грабара «Кава меланж».
Переклади українською віршів поета Шоти Іаташвілі видавалися у журналі «Шо» та увійшли до збірки «Олівець у землі» («Крок», 2016).
У перекладі Олени Мордовної англійською виходили збірки оповідань Юрія Холодова «Transient Moments» (Xlibris, 2016) і «Melodies of Love» (Xlibris, 2016) та Бориса Левіт-Броуна «A forced confession» — Russian-English bilingual — prose 230 p.) 2012 р. Charles Schlacks Publishers (Idyllwild, California), ISBN 978-5-91865-165-0 .
Уривок роману Пітера Селмона «Кофейна історія» вийшов російською у журналі «Хрещатик» у 2016 р. .

## Публічність
Сторінка про автора створена на сайті «Журнальный зал».

### Інтерв'ю
Декілька інтерв'ю з Оленою Мордовіною записано на UKRLIFE.TV у 2016 році.
Того ж 2016 року записано інтерв'ю на радіо «Ностальжі» — переважно про книгу «Баланс білого» (див. бокс із зовнішніми файлами), а 2017 р. — нове інтерв'ю на Укрлайф
.
У грудні 2019 року вийшло розлоге інтерв'ю Олени Мордовіної з Максимом Матковським .

### Визнання
- Лонг-лист премії «Дебют» 2001 р. за оповідання «Втратити Лотрека»;
- Дипломант П'ятого міжнародного літературного Волошинського конкурсу за оповідання «Гой», 2007 р.;
- Дипломант Шостого літературного Волошинського конкурсу за оповідання «Воскові ляльки», 2008 р.;
- Лонг-лист конкурсу фестивалю «Літературний Відень — 2008»;
- Шорт-лист конкурсу «Слов'янські традиції» — за оповідання «Сад», 2009;
- Дипломант літературної премії «Чеховський дар» за збірку оповідань «Воскові ляльки», 2011;
- Лонг-лист конкурсу фестивалю «Тиждень актуальної п'єси» за п'єсу «Баланс білого» (відзнака журі), 2013;
- «Краща книга 2014 року» — приз Берлінської бібліотеки — 3 місце у номінації «Фантастика» та приз «Тріумф» за збірку оповідань «Воскові ляльки»
- Лауреат Корнійчуківської премії (Одеса), 3 місце в номінації для дітей старшого віку за повість «Привід з Покровки», 2014;
- Шорт-лист Премії Олеся Ульяненка 2016 за роман «Баланс білого».

### Рецензії
Є дві важливі рецензії на книжки Олена Мордовіної:
- «Воскові ляльки» — Микола Александров про книгу «Воскові ляльки» (16.05.2011)[6];
- «Баланс білого» — Юрій Володарський[7] про книгу «Баланс білого» (27.03.2016)[8].

## Художні твори

Палітурка роману Олени Мордовіної «Баланс білого»

- «Воскові ляльки» (рос. «Восковые куклы») — Видавництво «Алетейя», 2010, 176 с. ISBN 978-5-91419-307-9[9]
- «Баланс білого» (рос. «Баланс белого») — Видавництво «Каяла», Київ, 2016, 224 с.
- «Привид з Лук'янівки» (рос. «Призрак с Лукьяновки») — Видавництво «Каяла», Київ, 2017, 124 с.[10]

### По книгу «Воскові ляльки»
Збірка ранніх оповідань письменниці. З анонсу: «У колишньому таборі для військовополонених оживають воскові фігури… Хлопчик, покинутий батьками, мріє вкрасти канарку, але замість цього знаходить друга … Виснажений пристрастю до морфію студент-медик божеволіє, спостерігаючи страждання піддослідної жаби… Теми дорослішання, смерті, зради і знаходження любові розкриваються в найнесподіваніших образах та сюжетах.».
Презентація відбулася 23 грудня 2009 року у галереї «Худграф» (Daily Bar).

### Про книгу «Баланс білого»
З анонсу: «Дівчина опиняється в палаті психіатричної лікарні. Вона не може згадати, як сюди потрапила і що сталося по дорозі до Пітера, куди вона поїхала автостопом разом зі своїм приятелем. Або ця подорож їй примарилася? Її друзі починають розслідування і з'ясовують, що дещо все-таки сталося. Не для любителів позитивного читання.»
Книжка підготовлена у двох мовних версіях — українською і російською, проте наразі видана російська. «Баланс білого» в українській версії довгий час «висів» безкоштовно на ex.ua, проте тепер через закриття сервісу недоступний. Електронна версія українською, що поширювалася на ex.ua, має назву «О пів на смерть». Видання української версії стоїть у плані видавництва на 2017 рік.

### Про книгу «Привид з Лук'янівки»
Книга для дітей. З анонсу: «Коли на диво не чекають, воно обов'язково станеться. Учні звичайної київської школи Костя та Антон якось бачать, як їх однокласник проходить крізь зачинені двері власного будинку…».
Презентація відбудеться в кінці січня — на початку лютого 2017 р.